# Park Hye-jin
Park Hye-jin (박혜진?; Pusan, 22 luglio 1990) è una cestista sudcoreana.

## Carriera
Con la Corea del Sud ha disputato i Giochi olimpici di Tokyo 2020, due Campionati mondiali (2018, 2022) e cinque edizioni dei Campionati asiatici (2013, 2015, 2017, 2019, 2021).